# Musci

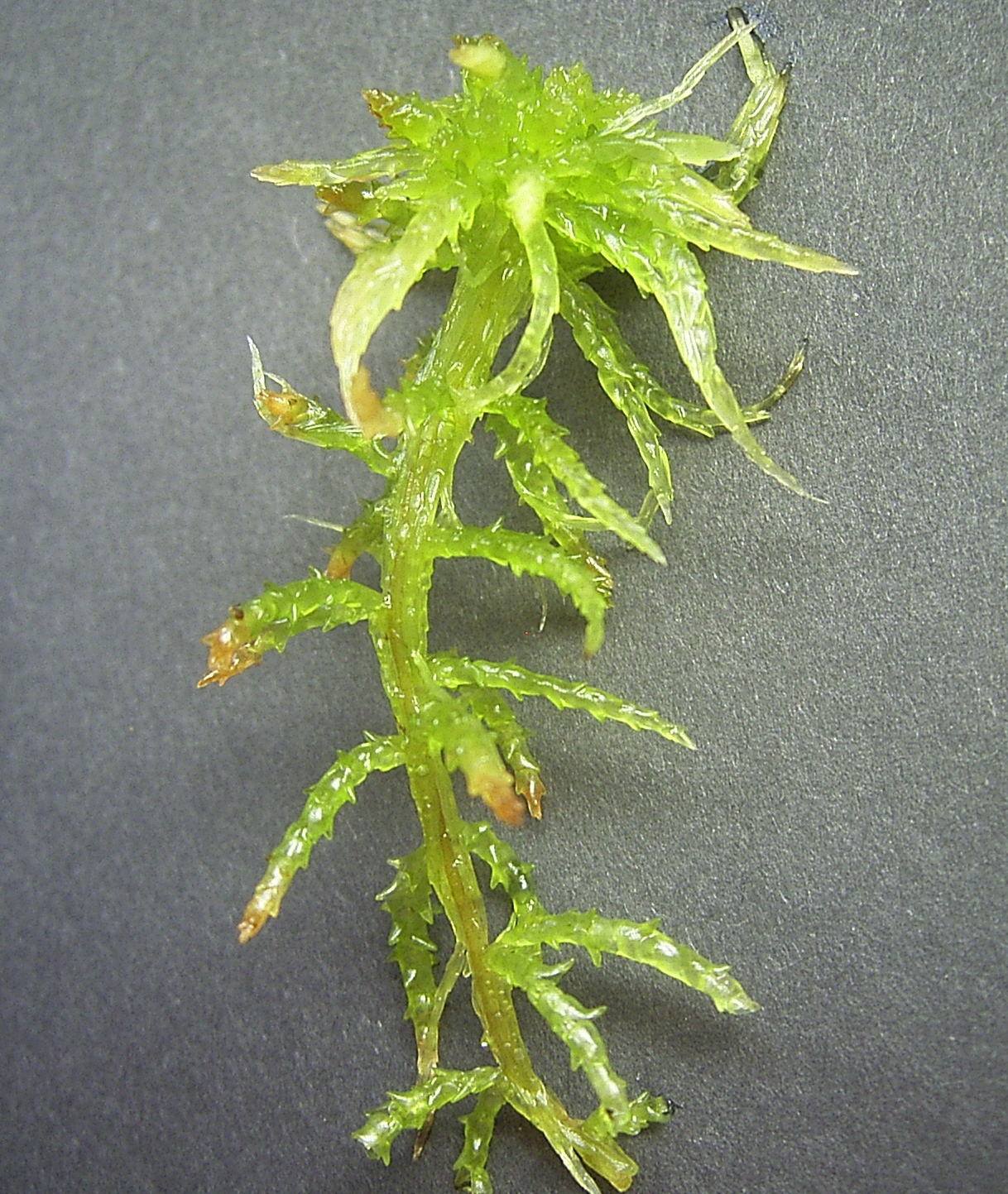
Sphagnum sp

Musci, na classificação taxonômica de Jussieu (1789),  é  uma ordem botânica da classe Acotyledones, com os seguintes gêneros:
- Splachnum, Polytrichum, Mnium, Hypnum, Fontinalis, Bryum, Phascum, Buxbaumia, Sphagnum, Porella, Lycopodium.